# 硼酸苯汞
硼酸苯汞（英語：Phenylmercuric borate）是一种有机汞化合物，为外用抗菌剂和消毒剂。为白色至微黄色结晶粉末，可溶于水、乙醇和甘油。
其对许多革兰氏阳性菌和革兰氏阴性菌有效，对于真菌，已经正式其对白色念珠菌和黑曲霉菌有效。硼酸苯汞能与快速融入到大肠杆菌细胞中发挥效果。
硼酸苯汞于1937年在美国上市。在20世纪90年代，硼酸苯汞一直被用作消毒剂以及皮肤和口腔感染消毒药剂的主成分，由于汞的潜在危险性，含硼酸苯汞消毒剂已经被其他消毒剂取代，现如今仅在眼药水等中允许少量添加。比如，中国人民共和国规定硼酸苯汞的最大用量为 70 mg/kg，且只能用于眼部化妆品。